# Держава Хулагуїдів
Держава Хулагуїдів — прийняте в українському сходознавстві (в західній історіографії — Ilkhanate, Il-Khanate) позначення держави, заснованої чингізидом Хулагу, управляння якою здійснював він, а потім його нащадки. Самовільно створена Хулагу під час завойовницьких походів (1256–1260), держава була визнана в 1261 ханом Монгольської імперії Хубилаєм, який дарував Хулагу титул Ільхан («хан племені», в значенні улусний хан). До вступу на престол Газана (1295–1304) Хулагуїди визнавали номінальну залежність від великого хана (імператора Юань).
Держава, що була до 1290-х років у важкому економічному стані, продовжила своє існування завдяки реформам Газа-хана, проведеним міністром Рашид ад-Діном, але лише до 1335 року. Після смерті ільхана Абу Саїда (30 листопада 1335) безсилі Ільхани зводилися на престол лише для надання законності владі нових династій, Чобанідів і Джалаїридів.

## Територія
Держава Хулагуїдів включала в себе Іран, Арран, Ширван, Азербайджан, більшу частину Афганістану, Ірак, Курдистан, Джезіру (Верхня Месопотамія) і східну частину Малої Азії (до р. Кизил-Ірмак). Васалами і платниками данини Хулагуїдам були Грузія, Трапезундська імперія, Конійський султанат, Кілікійська Вірменія, кіпрське королівство, держава куртів в  Гераті; столицями були послідовно Мераге, Тебриз, Сольтаніє, потім знову Тебриз.

## Передісторія
Вперше монгольські війська з'явилися на територіях, що пізніше увійшли до Хулагуїдської держави, в 1220—1221 роках. Загони Субедея і Джебе, що переслідували хорезмшаха Мухаммеда, розорили багато перських міст, зокрема Казвін, Хамадан, Ардебіль і Марагу. Тебриз, майбутня столиця ільханів, уникнула спустошення, двічі виплативши контрибуцію. Останній хорезмшах Джелал ад-Дін, закріпившись в Західному Ірані, в 1227 році досяг відносного успіху в битвах з монгольськими військами, але в підсумку зазнав поразки і загинув (1231). Хорасан був завойований військами Толуя в 1221 році. Мерв і Нишапур були спустошені, жителі Герату скорилися і отримали пощаду. У 1231—1239 роках нойон Чормаган завоював Арран, Ширван, Картлі і Вірменію. Хазараспіди Лурестану, Салгуріди Фарсу і Кутлугшахі Керману виплатили контрибуцію і визнали верховну владу хана Угедея.

## Історія

### Похід Хулагу і створення держави
До початку 1250-х монгольським намісникам в Ірані не підпорядковувалися лише ісмаїліти-нізарити (асасини) в горах Ельбурса і Кухістані і халіфи — Аббасиди в Іраку і Хузестані. Прийшовши до влади в 1251 році, Мунке вирішив довершити завоювання регіону, для чого був організований загальноімперський похід на чолі з Хулагу, молодшим братом хана. До 1257 року було взято переважна більшість ісмаїлітських фортець, включаючи Аламут і Меймундіз; у 1258 році захоплений Багдад, останній халіф був забитий на початку 1260 року монголами, що ввійшли до Сирії й зайняли Дамаск і Халеб. Поразки від мамелюків при Айн-Джалуті і Хомсі зупинили монгольський наступ, і Сирія на десятиліття стала лінією фронту воєн мамлюків і Хулагуїдів
За Рашид ад-Діном Мунке з самого початку планував передати іранські землі в особистий уділ Хулагу. Однак, Рашид як придворний історик ільханів, міг бути тенденційним і повідомляти відомості,  що легітимізували владу його покровителів. І. П. Петрушевський вважає, що Хулагу самовільно створив новий улус, а Хубілай пізніше (1261) визнав вже фактично незалежну державу. Держава Хулагуїдів, хоча і визнавала номінальну залежність від великого хана, користувалася повною самостійністю у зовнішній і внутрішній політиці.